# Террелл (округ, Техас)
Округ Террелл (англ. Terrell county) — округ штата Техас Соединённых Штатов Америки. На 2000 год в нём проживало 1081 человек. По оценке бюро переписи населения США в 2008 году население округа составляло 924 человек. Окружным центром является город Сандерсон.

## История
Округ Террелл был сформирован в 1905 году из части округа Пекос. Он был назван в честь Александра Уоткинса Террелла, прокурора, судьи, члена легислатуры, дипломата и кавалерийского офицера конфедератов.

## География
По данным бюро переписи населения США площадь округа Террелл составляет 6107 км², из которых 6107 км² — суша, а 0 км² — водная поверхность (0,01 %).